# Mariano Friedick
Mariano Friedick (Tarzana, 9 de enero de 1975) es un deportista estadounidense que compitió en ciclismo en las modalidades de pista, especialista en la prueba de persecución por equipos, y ruta.
Ganó dos medallas en el Campeonato Mundial de Ciclismo en Pista, plata en 1994 y bronce en 1995.
Participó en dos Juegos Olímpicos de Verano, ocupando el sexto lugar en Atlanta 1996, en persecución por equipos, y el décimo lugar en Sídney 2000, tanto en persecución individual como por equipos.

## Medallero internacional
| Campeonato Mundial | Campeonato Mundial | Campeonato Mundial | Campeonato Mundial      |
| Año                | Lugar              | Medalla            | Competición             |
| ------------------ | ------------------ | ------------------ | ----------------------- |
| 1994               | Palermo (Italia)   | Medalla de plata   | Persecución por equipos |
| 1995               | Bogotá (Colombia)  | Medalla de bronce  | Persecución por equipos |